# Todos os Belos Cavalos (romance)
Todos os Belos Cavalos é um romance do autor americano Cormac McCarthy publicado pela primeira vez pela Alfred A. Knopf em 1992. Foi um best-seller, ganhando o US National Book Award e o National Book Critics Circle Award . É o primeiro livro da "Trilogia da Fronteira" de McCarthy. No Brasil, é publicado pela editora Alfaguara.

## Enredo
O romance conta a história de John Grady Cole, um jovem de 16 anos que cresceu no rancho de seu avô em San Angelo, Texas, último sobrevivente de uma longa geração de rancheiros texanos. O menino foi criado durante uma parte significativa de sua juventude, entre seus 15 e 16 anos, por uma família de origem mexicana que trabalhava na fazenda; ele é falante nativo de espanhol e inglês. A história começa em 1949, logo após a morte de seu avô, quando Grady descobre que o rancho será vendido. Diante da perspectiva de se mudar para a cidade, Grady decide ir embora e convence seu melhor amigo, Lacey Rawlins, a acompanhá-lo. Viajando a cavalo, a dupla viaja para o sul, em direção ao México, onde esperam encontrar trabalho como vaqueiros. 
Pouco antes de cruzarem a fronteira mexicana, eles encontram um garoto de cerca de 13 anos que diz se chamar Jimmy Blevins. As origens de Blevins e a autenticidade de seu nome nunca foram totalmente esclarecidas. Blevins monta um enorme cavalo baio que é um espécime bom demais para ser propriedade legal de um garoto fugitivo, mas Blevins insiste que é dele. Enquanto viajam para o sul em meio a uma forte tempestade, o cavalo de Blevins foge e ele perde sua pistola.
Blevins convence Grady e Rawlins a acompanhá-lo até a cidade mais próxima para encontrar o cavalo e sua distinta pistola Colt vintage. Eles encontram ambos, mas não têm como provar que Blevins é o dono do animal. Contra os conselgos de seus companheiros, Blevins rouba o cavalo de volta. Enquanto os três se afastam da cidade, eles são perseguidos, e Blevins se separa de Rawlins e Grady. Os perseguidores seguem Blevins, e Rawlins e Grady escapam.
Rawlins e Grady viajam mais para o sul. Na fértil região de oásis de Coahuila conhecida como Bolsón de Cuatro Ciénegas, eles encontram emprego em uma grande fazenda. Lá, Grady conhece a filha do dono do rancho, Alejandra, por quem se apaixona. Enquanto Rawlins busca trabalho com os peões da fazenda, a habilidade de Grady com cavalos chama a atenção do proprietário, que o leva para a casa da fazenda e o promove a uma posição de maior responsabilidade como treinador e criador de cavalos. Grady começa um caso com Alejandra, o que atrai a atenção da tia-avó de Alejandra, uma viúva inteligente e obstinada que, em sua juventude, desafiou as convenções sociais ao se envolver com revolucionários mexicanos. Ela conta a Grady sobre as consequências na sociedade mexicana de uma mulher perder sua honra e como Alejandra não pode se dar ao luxo de ser vista na presença de Grady devido ao potencial efeito disso em sua reputação. A tia conta sua própria história de amor e perda e diz que, embora pareça que ela simpatizaria com o desejo da sobrinha-neta, isso tem o efeito oposto: ela se opõe ao envolvimento dos dois.
À medida que Grady e Alejandra se envolvem cada vez mais, um grupo de guardas mexicanos visita o rancho e depois vai embora sem dar explicações. Alejandra retorna à Cidade do México, onde estuda, e Grady planeja pedir que ela admita seus verdadeiros sentimentos por ele quando retornar. Quando ele confidencia isso a um funcionário sênior do rancho que foi gentil com ele, Grady fica surpreso ao saber que Alejandra voltou ao rancho sem ter ido encontrá-lo.
Um pouco mais tarde, os guardas mexicanos retornam e prendem Rawlins e Grady. Eles são levados para uma cela escura, onde descobrem que Blevins também está sob custódia. Eles descobrem que Blevins havia escapado de seus perseguidores, mas depois retornou à vila onde havia recuperado seu cavalo, desta vez para recuperar a pistola Colt. No processo, ele atirou e matou um homem.
Os três rapazes são interrogados e espancados, e um capitão de polícia corrupto os ameaça. Enquanto são transferidos de sua pequena prisão para uma prisão maior, o capitão e os policiais se desviam para um rancho remoto. Blevins é levado enquanto Rawlins e Grady assistem impotentes; então eles ouvem tiros enquanto Blevins é executado.
Os dois amigos são levados para a prisão maior, onde os presos testam os dois garotos atacando-os constantemente durante vários dias. Eles mal sobrevivem e tentam descobrir como sair da prisão; um detento com privilégios especiais, que parece ter o respeito dos outros detentos, se interessa pela situação deles e sugere que dinheiro pode resolver o problema. Eles recusam a oferta de proteção porque não têm dinheiro, e Rawlins logo é gravemente ferido por um preso armado com uma faca e é levado embora; Grady não tem certeza se Rawlins sobreviveu. Logo depois, Grady é ferido enquanto se defendia de um cuchillero (agressor com faca) e mata o homem.
Após uma longa recuperação do esfaqueamento quase fatal, Grady é liberado e descobre que Rawlins também sobreviveu e foi libertado. Eles descobrem que a tia-avó de Alejandra intercedeu para libertá-los, mas com a condição de que Alejandra se comprometa a nunca mais ver Grady.
Rawlins retorna aos Estados Unidos e Grady tenta ver Alejandra novamente. Após um breve encontro, Alejandra decide que deve manter a promessa feita à família e recusa a proposta de casamento de Grady. Grady, em seu caminho de volta ao Texas, sequestra o capitão sob a mira de uma arma, obriga-o a recuperar os cavalos e as armas que foram tirados dele, Rawlins e Blevins, e foge pelo país. Ele fica gravemente ferido na fuga e cauteriza um ferimento grave de bala usando o cano de sua pistola aquecido no fogo.
Ele pensa em matar o capitão, mas encontra um grupo de mexicanos que se autodenominam "homens do país" e fazem o capitão prisioneiro. Grady finalmente retorna ao Texas e passa meses tentando encontrar o dono do cavalo de Blevins. Ele obtém posse legal do cavalo em uma audiência judicial, onde conta toda a história de sua jornada através da fronteira, e o juiz mais tarde tenta absolver Grady de sua culpa por matar o prisioneiro que o atacou e por ser incapaz de impedir que Blevins fosse assassinado.
Grady se reúne brevemente com Rawlins para devolver seu cavalo e descobre que seu próprio pai morreu. Depois de assistir ao cortejo fúnebre de uma das funcionárias de longa data de sua família (uma idosa mexicana que ajudou a cuidar de três gerações de sua família desde a infância), o último elo forte com sua família e seu passado, Grady parte para o Oeste com o cavalo de Blevins a reboque.

## Adaptações
O livro foi adaptado para o cinema em 2000, estrelado por Matt Damon e Penélope Cruz e dirigido por Billy Bob Thornton.